# Diócesis de Ambanja
La diócesis de Ambanja (en latín: Dioecesis Ambaniaën(sis) y en francés: Diocèse d'Ambanja) es una circunscripción eclesiástica latina de la Iglesia católica en Madagascar, sufragánea de la arquidiócesis de Antsiranana. La diócesis es sede vacante desde el 8 de julio de 2019.

## Territorio y organización
La diócesis tiene 34 083 km² y extiende su jurisdicción sobre los fieles católicos de rito latino residentes en parte de la región de Diana.
La sede de la diócesis se encuentra en la ciudad de Ambanja, en donde se halla la Catedral de San José.
En 2018 en la diócesis existían 17 parroquias.

## Historia
La prefectura apostólica de las islas de Mayotte, Nosy Be y Comoras fue erigida el 4 de septiembre de 1848, obteniendo el territorio de la prefectura apostólica de Madagascar (hoy arquidiócesis de Antananarivo). Inicialmente la prefectura apostólica estuvo encomendada a los misioneros de la Compañía de Jesús; en 1879 se hicieron cargo los espiritanos.
El 2 de febrero de 1932, en virtud del breve Supremi apostolatus del papa Pío XI, la prefectura apostólica se amplió adquiriendo parte del territorio continental que pertenecía a la prefectura apostólica de Diego Suárez (hoy arquidiócesis de Antsiranana).
El 14 de junio de 1938, con el decreto Cum appellatio de la Congregación de Propaganda Fide, asumió el nombre de prefectura apostólica de Ambanja.
El 8 de marzo de 1951 la prefectura apostólica fue elevada a vicariato apostólico con la bula Ad potioris dignitatis del papa Pío XII.
El 14 de septiembre de 1955 el vicariato apostólico fue elevado a diócesis con la bula Dum tantis del papa Pío XII. Al mismo tiempo, la nueva diócesis se convirtió en sufragánea de la arquidiócesis de Tananarive.
En 1958 pasó a formar parte de la provincia eclesiástica de la arquidiócesis de Antsiranana.
El 5 de junio de 1975 cedió una parte de su territorio para la erección de la administración apostólica de las Islas Comoras (hoy vicariato apostólico de las Islas Comoras) mediante el decreto Quo aptius de la Congregación para la Evangelización de los Pueblos.

## Estadísticas
De acuerdo al Anuario Pontificio 2019 la diócesis tenía a fines de 2018 un total de 153 160 fieles bautizados.
| Año                                                                             | Población            | Población | Población      | Sacerdotes | Sacerdotes    | Sacerdotes    | Bautizados por sacerdote | Diáconos permanentes | Religiosos | Religiosos | Parroquias |
| Año                                                                             | Bautizados católicos | Total     | % de católicos | Total      | Clero secular | Clero regular | Bautizados por sacerdote | Diáconos permanentes | Varones    | Mujeres    | Parroquias |
| ------------------------------------------------------------------------------- | -------------------- | --------- | -------------- | ---------- | ------------- | ------------- | ------------------------ | -------------------- | ---------- | ---------- | ---------- |
| 1950                                                                            | 9138                 | 365 592   | 2.5            | 23         |               | 23            | 397                      |                      |            |            |            |
| 1959                                                                            | 14 148               | 405 688   | 3.5            | 32         | 1             | 31            | 442                      |                      |            |            |            |
| 1970                                                                            | 21 152               | 562 369   | 3.8            | 40         | 2             | 38            | 528                      |                      | 55         | 63         | 1          |
| 1980                                                                            | 26 094               | 469 000   | 5.6            | 31         | 5             | 26            | 841                      |                      | 42         | 74         | 1          |
| 1990                                                                            | 38 024               | 582 000   | 6.5            | 25         | 4             | 21            | 1520                     |                      | 32         | 72         | 20         |
| 1997                                                                            | 60 157               | 673 000   | 8.9            | 50         | 27            | 23            | 1203                     |                      | 56         | 95         | 12         |
| 2000                                                                            | 65 000               | 790 000   | 8.2            | 50         | 31            | 19            | 1300                     |                      | 53         | 69         | 12         |
| 2001                                                                            | 67 815               | 825 000   | 8.2            | 52         | 29            | 23            | 1304                     |                      | 38         | 71         | 12         |
| 2002                                                                            | 74 596               | 907 500   | 8.2            | 54         | 29            | 25            | 1381                     |                      | 37         | 83         | 12         |
| 2003                                                                            | 82 056               | 998 250   | 8.2            | 60         | 36            | 24            | 1367                     |                      | 36         | 86         | 12         |
| 2004                                                                            | 90 262               | 1 098 075 | 8.2            | 56         | 34            | 22            | 1611                     |                      | 45         | 151        | 12         |
| 2006                                                                            | 109 217              | 1 241 000 | 8.8            | 50         | 31            | 19            | 2184                     |                      | 38         | 166        | 12         |
| 2012                                                                            | 142 112              | 1 471 000 | 9.7            | 77         | 34            | 43            | 1845                     |                      | 62         | 157        | 13         |
| 2015                                                                            | 150 100              | 1 990 000 | 7.5            | 62         | 29            | 33            | 2420                     |                      | 47         | 159        | 14         |
| 2018                                                                            | 153 160              | 2 330 000 | 6.6            | 60         | 26            | 34            | 2552                     |                      | 49         | 169        | 17         |
| Fuente: Catholic-Hierarchy, que a su vez toma los datos del Anuario Pontificio. |                      |           |                |            |               |               |                          |                      |            |            |            |

## Episcopologio
- Marco Finaz, S.I. † (?)[7]
- Sperato Lacomme, S.I. † (?-antes del 11 de enero de 1883)[7]
- Philippe Walter, C.S.Sp. † (?)[8]
  - Sede en administración apostólica
- Callisto Lopinot, O.F.M.Cap. † (15 de mayo de 1932-1937 falleció)
- Léon-Adolphe Messmer, O.F.M.Cap. † (12 de noviembre de 1937-5 de junio de 1975 retirado)
- Ferdinand Botsy, O.F.M.Cap. (8 de julio de 1976-25 de octubre de 1997 renunció)
- Odon Marie Arsène Razanakolona (28 de noviembre de 1998-7 de diciembre de 2005 nombrado arzobispo de Antananarivo)
- Rosario Saro Vella, S.D.B. (7 de noviembre de 2007-8 de julio de 2019 nombrado obispo de Moramanga)
  - Sede vacante (desde 2019)
  - Benjamin Marc Ramaroson, C.M.,[9] desde el 8 de octubre de 2019 (administrador apostólico)